# سد ایتایپو
سد ایتایپو (به پرتغالی: Itaipu Dam) که بر روی رودخانه پارانا در مرز دو کشور پاراگوئه و برزیل ساخته شده‌است؛ طولانی‌ترین سد جهان و به لحاظ تولید برق آبی دومین سد جهان بعد از سد سه دره به‌شمار می‌رود. سد ایتایپو در سال ۱۹۹۴ از سوی انجمن مهندسی عمران آمریکا به عنوان یکی از عجایب هفت‌گانه دنیای مدرن انتخاب شد.

## آمار
ایتایپو در قالب یک پروژه دوجانبه و بر رودخانه پارانا میان دو کشور برزیل و پاراگوئه ساخته شد. ۲۰ واحد مولد برق این سد قادر به تولید ۱۴ گیگا وات برق است.
با مشاهده آمارهایی که اخیراً از میزان انرژی تولیدی این سد به دست آمده، می‌توان به عظمت سد ایتایپو پی برد. نیروگاه ایتایپو در واقع ۲۰ درصد از کل انرژی مورد نیاز صنایع برزیل و ۹۳ درصد انرژی پاراگوئه را تأمین می‌کند.
این نیروگاه همچنین محل بزرگی برای جذب توریست محسوب می‌شود. تاکنون بیش از ۱۰ میلیون نفر از ۱۶۲ کشور جهان از این سد و نیروگاهش بازدید کرده‌اند.

## نامگذاری
نام «ایتایپو» در زبان گوارانی (زبان بومیان آن منطقه) به معنای صدای سنگ است.

## دلایل ساخت
لازم است ذکر شود برزیل صنعتی‌ترین کشور آمریکای جنوبی است و به منظور تأمین انرژی لازم برای صنایع گوناگون، به این سد شدیداً نیازمند است. پاراگوئه نیز به عنوان یکی از کم درآمدترین کشورهای آمریکای جنوبی برای تحقق اهداف خود در راستای توسعه اقتصادی به انرژی به مثابه یک نیروی محرکه نیاز دارد.

## تولید
| سال  | نصب مولدها | TWh       |
| ---- | ---------- | --------- |
| ۱۹۸۴ | ۰–۲        | ۲٫۷۷۰     |
| ۱۹۸۵ | ۲–۳        | ۶٫۳۲۷     |
| ۱۹۸۶ | ۳–۶        | ۲۱٫۸۵۳    |
| ۱۹۸۷ | ۶–۹        | ۳۵٫۸۰۷    |
| ۱۹۸۸ | ۹–۱۲       | ۳۸٫۵۰۸    |
| ۱۹۸۹ | ۱۲–۱۵      | ۴۷٫۲۳۰    |
| ۱۹۹۰ | ۱۵–۱۶      | ۵۳٫۰۹۰    |
| ۱۹۹۱ | ۱۶–۱۸      | ۵۷٫۵۱۷    |
| ۱۹۹۲ | ۱۸         | ۵۲٫۲۶۸    |
| ۱۹۹۳ | ۱۸         | ۵۹٫۹۹۷    |
| ۱۹۹۴ | ۱۸         | ۶۹٫۳۹۴    |
| ۱۹۹۵ | ۱۸         | ۷۷٫۲۱۲    |
| ۱۹۹۶ | ۱۸         | ۸۱٫۶۵۴    |
| ۱۹۹۷ | ۱۸         | ۸۹٫۲۳۷    |
| ۱۹۹۸ | ۱۸         | ۸۷٫۸۴۵    |
| ۱۹۹۹ | ۱۸         | ۹۰٫۰۰۱    |
| ۲۰۰۰ | ۱۸         | ۹۳٫۴۲۸    |
| ۲۰۰۱ | ۱۸         | ۷۹٫۳۰۰    |
| ۲۰۰۴ | ۱۸         | ۸۹٫۹۱۱    |
| ۲۰۰۵ | ۱۸         | ۸۷٫۹۷۱    |
| ۲۰۰۶ | ۱۹         | ۹۲٫۶۹۰    |
| ۲۰۰۷ | ۲۰         | ۹۰٫۶۲۰    |
| ۲۰۰۸ | ۲۰         | ۹۴٫۶۸۴    |
| ۲۰۰۹ | ۲۰         | ۹۱٫۶۵۲    |
| ۲۰۱۰ | ۲۰         | ۸۵٫۹۷۰    |
| ۲۰۱۱ | ۲۰         | ۹۲٫۲۴۶    |
| ۲۰۱۲ | ۲۰         | ۹۸٫۲۸۷    |
| ۲۰۱۳ | ۲۰         | ۹۸٫۶۳۰    |
| ۲۰۱۴ | ۲۰         | ۸۷٫۸      |
| ۲۰۱۵ | ۲۰         | ۸۹٫۲      |
| کل   | ۲۰         | ۲٬۲۲۳٫۴۸۰ |

## عجایب دنیای مدرن
در سال ۱۹۹۴ انجمن مهندسان عمران آمریکا این سد را به عنوان یکی از عجایب دنیای مدرن نامگذاری کرد.
۳۲۵ متر، ارتفاع تمام سد شامل ۱۰۰ متر ارتفاع خطوط نیروی بالای سد ۴

۲۶۰ متر، سد + پی سد که تا بستر رودخانه عمق دارد

۲۴۷ متر، ۱۹۶ متر ارتفاع سقف بتنی + جرثقیل بالای سد

۲۲۵ متر، ارتفاع بتن تاج سد